# Euroticket
Euroticket Company a fost o companie din România care se ocupa cu producerea și distribuția tichetelor de masă, a tichetelor cadou, a tichetelor de vacanță și a tichetelor de creșă. Euroticket Company a fost și singurul emitent de tichete de carte din România.

## Certificare a calității
Euroticket Company a fost certificată ISO 9001:2008 SRAC si IQNet pentru Sistemul de Management al calității în emiterea și gestiunea Tichetelor de masă (Picknick Ticket), a Tichetelor Cadou (Bonus Ticket), a Tichetelor de Vacanță (Turistick Ticket), și a Tichetelor de Creșă (Bebe Ticket) .

## Istoric
- - decembrie 2005 - Înființarea Euroticket Company, având ca obiect de activitate emiterea și distribuirea tichetelor de masă. Capitalul social inițial: 1.000.000 Euro
  - iulie 2006 - Euroticket Company este autorizată în emiterea tichetelor de masă, lansând produsul Picknick Ticket pe piața tichetelor de masă [2]
  - septembrie 2006 - Majorarea capitalului social cu 1.400.000 Euro, capitalul social ajungând la 2.400.000 Euro
  - noiembrie 2006 - Euroticket Company se numără printre primele societăți autorizate in emiterea tichetelor cadou și de creșă din România. Se lansează produsele Bonus Ticket si EuroBebe Ticket [3]
  - martie 2007 - Euroticket Company incepe procesul de dezvoltare a rețelei la nivelul întregii țări, proces finalizat în decurs de 40 zile
  - iunie 2007 - Euroticket Company incheie cu succes procesul anual de prelungire a licenței acordate de Ministerul de Finanțe, tichete de masă [2]
  - august 2007 - Euroticket Company este certificată ISO 9001:2001 pentru implementarea și menținerea Sistemului de Management al calității în emiterea și gestionarea tichetelor de masă, a tichetelor cadou și de creșă[4]
  - octombrie 2007 - Euroticket Company incheie cu succes procesul anual de prelungire a licenței acordate de Ministerul de Finanțe, tichete cadou și tichete de creșă [2]
  - iulie 2008 - Euroticket Company incheie cu succes procesul anual de prelungire a licenței acordate de Ministerul de Finanțe, tichete de masă, tichete cadou și tichete de creșă [2]
  - octombrie 2008 - Majorarea capitalului social al Companiei, capitalul social ajungând la 3.030.000 Euro [5]
  - 9 aprilie 2009 - Euroticket Company este autorizată în emiterea tichetelor de vacanță
  - 2 iunie 2009 - Euroticket Company este certificată ISO 9001:2008 în domeniul calității procesului de emitere și management al tichetelor de vacanță
  - 27 iulie 2009 - Euroticket Company incheie cu succes procesul anual de prelungire a licenței acordate de Ministerul de Finanțe, tichete de masă, tichete cadou și tichete de creșă [2]
  - septembrie 2009 - Euroticket Company lansează, în premieră in România, tichetul de carte Cărturar Ticket, un nou instrument de plată pentru achiziționarea cărților, revistelor, periodicelor, produselor de papetărie
  - ianuarie 2010 - Euroticket Company a demarat extinderea către piețele tichetelor de masă și cadou din Ungaria și Franța
  - aprilie 2010 - Euroticket Company încheie cu succes procesul anual de prelungire a licenței acordate de Ministerul de Finanțe pentru emiterea tichetelor de vacanță
  - 25 iulie 20010 - Euroticket Company incheie cu succes procesul anual de prelungire a licenței acordate de Ministerul de Finanțe, tichete de masă, tichete cadou și tichete de creșă [2]
  - august 2010 - Euroticket Company isi prelungește certificatele ISO 9001:2008 în domeniul calității procesului de emitere de tichete de masă, tichete cadou, de creșă și al tichetelor de vacanță
  - decembrie 2010 - Afacerea Euroticket Company a fost achiziționată de către Edenred România și iese de pe piața tichetelor valorice din România[6]

## Produse
Euroticket Company produce și distribuie în întreaga țară trei produse de succes pe piața bonurilor valorice din România:
- Tichetul de masă Picknick Ticket
- Tichetul cadou Bonus Ticket
- Tichetul de creșă EuroBebe Ticket
- Tichetul de vacanță Turistick Ticket
- Tichetul de carte Cărturar Ticket

### Tichetul de masă Picknick Ticket
Tichetul de masă Picknick Ticket reprezintă un nume de referință pe piața tichetelor de masă din România
. Conform celor indicate de Companie, oferta putand consta in unul sau mai multe servicii incluse gratuit sau cu costuri reduse
- cheltuieli deductible
- bonusuri client
- tipărirea tichetului este Gratuită
- personalizarea (cu CNP, nume și prenume)
- livrare în carnete
- livrare in maxim 24h de la data confirmării plății în majoritatea localităților, 48h în localitățile îndepărtate
- livrarea tichetelor la sediul (sediile) Clientului este Gratuită [8]

### Tichetul cadou Bonus Ticket
Tichetele cadou Bonus Ticket reprezintă un instrument pentru societățile comerciale de a:
- transmite un mesaj publicitar către parteneri
- recompensa proprii salariați pentru diverse ocazii
- acorda premii ale unor concursuri interne, de team-building
- asigura un mijloc de fidelizare pentru proprii salariați fără a implica taxe și impozite, utilizând în același timp și o cheltuială deductibilă

Tichetele cadou se pot utiliza pentru campanii de marketing, studiul pieței, promovarea pe piețe existente sau noi, pentru protocol, pentru cheltuielile de reclamă și publicitate, precum și pentru cheltuieli sociale.

### Tichetul de vacanță Turistick Ticket
Tichetele de vacanță Turistick Ticket aduc angajatorilor modalitatea perfectă de a acorda angajaților o prima de vacanță in condițiile cele mai bune din punctul de vedere al optimizării fiscale.
Prin posibilitatea utilizării lor in sute de agenții turistice din țară, dar și direct în unitățile hoteliere și alimentare afiliate, tichetele de vacanță Turistick Ticket s-au constituit rapid într-o optiune importanță pe piața beneficiilor extrasalariale din România.
Scopul principal al ofertei aduse de Euroticket Company în domeniul tichetelor de vacanța a fost, încă de la început, sprijinirea recuperării și întreținerii capacității de muncă a personalului salarial.

### Tichetul de carte Cărturar Ticket
Tichetele de carte Cărturar Ticket vin în sprijinul ideii de progres profesional și cultural prin informare și lectură, aducând pe piața tichetelor valorice din România, în premieră, un produs adaptat nevoii de a citi.
Tichetele de Carte Cărturar Ticket sunt acceptate ca instrument de plată pentru achiziționarea de carte dar și pentru alte produse asimilate: cărți, reviste, gazete, ziare, jurnale, publicații, periodice, tipărituri, compendii, almanahuri, albume, materiale didactice, manuale, dicționare, atlase, hărți, ghiduri, caiete, carnete, agende, calendare, tipizate, imprimate, hărtie pentru scris, rechizite, papetărie și alte asemenea așa cum sunt acești termeni definiți în Dictionarul Explicativ al Limbii Romane (DEX)
Tichetele de Carte Cărturar Ticket sunt acceptate in mii de unități în intreaga țară: librării, papetării, magazine de profil, anticariate.

### Tichetul de creșă EuroBebe Ticket
Tichetele de creșă EuroBebe Ticket sunt emise conform Legii nr. 193/2006 privind acordarea tichetelor cadou și a tichetelor de creșă.
Conform legii, suma individuală acordată pentru creșterea copilului până la împlinirea vârstei de 3 ani sub forma tichetelor de creșă se asigură integral din costuri de către angajator.
Achiziționarea tichetelor de creșă aduce, însă, o serie de avantaje Societăților Comerciale: 
- reduce costurile de formare a personalului, angajatele care au copii până la 2 ani (3 ani dacă necesită îngrijire specială) in creștere fiind motivate să se întoarcă la servici
- reduce fluctuațiile de personal datorate perioadelor de creștere a copiilor nou-născuți de către angajate
- cheltuială deductibilă
- lipsa oricăror taxe și impozite suplimentare